# Ny demokrati (Grekland)
Ny demokrati (grekiska: Νέα Δημοκρατία, Nea Dimokratia, ND) är ett liberalkonservativt politiskt parti i Grekland. ND är ett av de två dominerande partierna i Grekland och ingår i Europeiska folkpartiet. Partiledare sen 2016 är Kyriakos Mitsotakis; han är också Greklands premiärminister sen juli 2019. Partiet innehade regeringsmakten i Grekland 2004–2009 samt 2012–2015. Partiet grundades av Konstantinos Karamanlis efter militärjuntans fall 1974.
I 2019 års parlamentsval fick  Ny demokrati 40 procent av rösterna, jämfört med 28,5 procent för sittande premiärminister Alexis Tsipras parti Syriza.  Ny demokrati fick egen majoritet i parlamentet och  Kyriakos Mitsotakis blev ny premiärminister.

## Valresultat

### Hellenska parlamentet
| Parlamentsval    | Hellenska parlamentet | Hellenska parlamentet | Hellenska parlamentet              | Hellenska parlamentet | Hellenska parlamentet | Rank | Position i parlamentet | Partiledare             |
| Parlamentsval    | Röster                | Röstandel             | Förändring röstandel (procentenh.) | Mandat                | Förändring mandat     | Rank | Position i parlamentet | Partiledare             |
| ---------------- | --------------------- | --------------------- | ---------------------------------- | --------------------- | --------------------- | ---- | ---------------------- | ----------------------- |
| 1974             | 2 669 133             | 54,37%                | Nytt parti                         | 220 av 300            | ▲ 220                 | #1   | Majoritetsregering     | Konstantinos Karamanlis |
| 1977             | 2 146 365             | 41,84%                | ▼ 12,53                            | 171 av 300            | ▼ 49                  | #1   | Majoritetsregering     | Konstantinos Karamanlis |
| 1981             | 2 034 496             | 35,88%                | ▼ 5,96                             | 115 av 300            | ▼ 56                  | #2   | Opposition             | Georgios Rallis         |
| 1985             | 2 599 681             | 40,85%                | ▲ 4,97                             | 126 av 300            | ▲ 11                  | #2   | Opposition             | Constantine Mitsotakis  |
| 1989 (juni)      | 2 887 488             | 44,28%                | ▲ 3,43                             | 145 av 300            | ▲ 19                  | #1   | Koalitionsregering     | Constantine Mitsotakis  |
| 1989 (november)  | 3 093 479             | 46,19%                | ▲ 1,91                             | 148 av 300            | ▲ 3                   | #1   | Nyval                  | Constantine Mitsotakis  |
| 1990             | 3 088 137             | 46,89%                | ▲ 0,70                             | 150 av 300            | ▲ 2                   | #1   | Majoritetsregering     | Constantine Mitsotakis  |
| 1993             | 2 711 737             | 39,30%                | ▼ 7.59                             | 111 av 300            | ▼ 39                  | #2   | Opposition             | Constantine Mitsotakis  |
| 1996             | 2 586 089             | 38,12%                | ▼ 1,18                             | 108 av 300            | ▼ 3                   | #2   | Opposition             | Miltiadis Evert         |
| 2000             | 2 935 196             | 42,74%                | ▲ 4,62                             | 125 av 300            | ▲ 17                  | #2   | Opposition             | Kostas Karamanlis       |
| 2004             | 3 360 424             | 45,36%                | ▲ 2,62                             | 165 av 300            | ▲ 40                  | #1   | Majoritetsregering     | Kostas Karamanlis       |
| 2007             | 2 994 979             | 41,87%                | ▼ 3,49                             | 152 av 300            | ▼ 13                  | #1   | Majoritetsregering     | Kostas Karamanlis       |
| 2009             | 2 295 967             | 33,47%                | ▼ 8,40                             | 91 av 300             | ▼ 61                  | #2   | Opposition             | Kostas Karamanlis       |
| 2012 (maj)       | 1 192 103             | 18,85%                | ▼ 14,62                            | 108 av 300            | ▲ 17                  | #1   | Nyval                  | Antonis Samaras         |
| 2012 (juni)      | 1 825 497             | 29,66%                | ▲ 10,81                            | 129 av 300            | ▲ 21                  | #1   | Koalitionsregering     | Antonis Samaras         |
| 2015 (januari)   | 1 718 694             | 27,81%                | ▼ 1,85                             | 76 av 300             | ▼ 53                  | #2   | Opposition             | Antonis Samaras         |
| 2015 (september) | 1 526 205             | 28,09%                | ▲ 0,28                             | 75 av 300             | ▼ 1                   | #2   | Opposition             | Vangelis Meimarakis     |
| 2019             | 2 251 411             | 39,85%                | ▲ 11,76                            | 158 av 300            | ▲ 83                  | #1   | Majoritetsregering     | Kyriakos Mitsotakis     |
| 2023 (maj)       | 2 407 860             | 40,79%                | ▲ 0,94                             | 146 av 300            | ▼ 12                  | #1   | Nyval                  | Kyriakos Mitsotakis     |
| 2023 (juni)      | 2 114 780             | 40,56%                | ▼ 0,23                             | 158 av 300            | ▲ 12                  | #1   | Majoritetsregering     | Kyriakos Mitsotakis     |